# Lycia hanoviensis
Lycia hanoviensis là một loài bướm đêm trong họ Geometridae.